# St. Anton (Kulice)

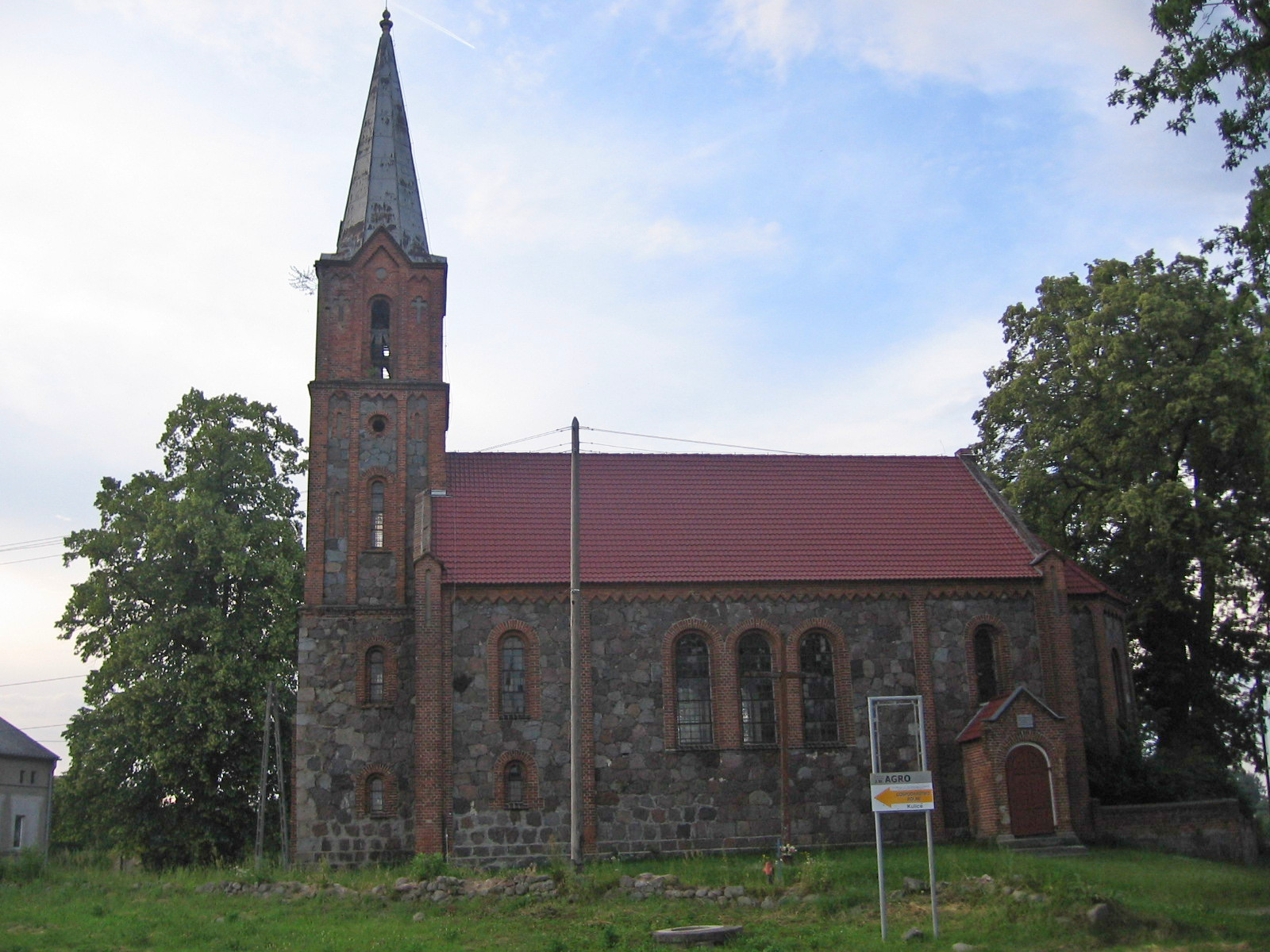
Kirche Külz

St. Anton (polnisch Kościół filialny pw św.Antoniego) ist die Dorfkirche des pommerschen Dorfes Kulice (deutsch Külz).

## Geschichte
Eine Kirche in Külz ist bereits 1520 bezeugt. Weil der Bau für die wachsende Dorfbevölkerung nicht mehr ausreichte, ließ der Patron Bernhard von Bismarck in den Jahren 1861–1900 an derselben Stelle ein größeres Kirchengebäude errichten. Infolge der Polonisierung der Region wurde die Kirche von der katholischen Kirche übernommen und dem Heiligen Antonius von Padua geweiht. Sie ist derzeit (2024) Filialkirche der Pfarrei  św. Rafała Kalinowskiego Nowogard im Erzbistum Stettin-Cammin.
In der Gruft der Kirche waren Mitglieder der Patronatsfamilie Bismarck beigesetzt. Nach 1945 ließ man die Särge mit ihren sterblichen Überresten entfernen und, wie Dorfbewohner erzählen, auf dem angrenzenden Friedhof eingraben. Die deutschen Gräber blieben erhalten, bis die polnischen Behörden in den 1970er Jahren die Einebnung der kleinen Dorffriedhöfe verfügten. In den Jahren 2001–2004 fügte die Külzer Akademie mit tatkräftiger Hilfe der Dorfbewohner, finanzieller Unterstützung des Heimatkreises Naugard die erhaltenen Grabsteine zu einem Lapidarium zusammen.

## Baubeschreibung
Der neoromanische Rechteckbau ist in Osten fünfseitig geschlossen. Im Westen ist ein quadratischer, dicker Turm angefügt, dessen Abschluss eine achteckige Haube bildet Die Külzer Kirche gehört zu den typischen Kirchenbauten, die während der Regierungszeit Friedrich Wilhelms IV. in ganz Preußen errichtet wurden. An vielen dieser Bauten war Friedrich August Stüler beteiligt. Insbesondere spricht die in Külz angewendeten Verbindung von glatt behauenem Feldstein mit Backsteindetails für eine Mitwirkung Stülers.
Der fünfseitige Chor ist kreuzrippengewölbt, die Rippen sind durch Backstein akzentuiert. Im Chor hing ursprünglich ein schlichtes, großes Holzkreuz. in den 1970er Jahren wurde es in der Gruft unter dem Altarraum aufgestellt, denn damals gelang es, für Külz einen neogotischen Altar aus einer Kapelle in Tschenstochau zu beschaffen. Den Altar schmückt ein modernes Bild des Hl. Antonius Zur erhaltenen Ausstattung gehören das rotbraun lackierte Gestühl und die schlichte, leicht erhöhte Kanzel aus Eichenholz. Sie steht links vor dem Chor, der durch zwei Stufen und eine dreifache Arkade vom Gemeinderaum getrennt ist. Rechts befand sich die zweistöckige Patronatsloge, deren untere Hälfte heute als Sakristei dient. Darüber ist das Allianzwappen von Bernhard von Bismarck und Malwine von Lettow erhalten, in dem runden, mit Eichenlaub verzierten Holzrahmen steht das Motto: „Durch Glauben zum Schauen“, darüber die Jahreszahl 1865.